# Peziza ninguis
Peziza ninguis är en svampart. Peziza ninguis ingår i släktet Peziza och familjen Pezizaceae.

## Underarter
Arten delas in i följande underarter:
- fortoulii
- ninguis